# 山口県道72号柳井上関線
山口県道72号柳井上関線（やまぐちけんどう72ごう やないかみのせきせん）は、山口県柳井市から熊毛郡上関町に至る県道（主要地方道）である。
柳井市中心部と、同市伊保庄地区・阿月地区を結ぶ唯一の道路である。

## 概要
2009年6月19日、市立小田小学校付近から柳井バイパスを結ぶバイパス (1.5 km) が開通した。また、伊保庄黒島から阿月バイパスを結ぶ伊保庄バイパスの建設が進められている。

### 路線データ
- 起点：柳井市南浜（国道188号交点）
- 終点：熊毛郡上関町室津（山口県道23号光上関線交点）

## 歴史
- 1993年（平成5年）5月11日 - 建設省から、県道柳井上関線が柳井上関線として主要地方道に指定される[1]。
- 2022年（令和4年）3月30日 - 伊保庄バイパスの一部区間（約2 km) が開通[2]。

## 地理

### 通過する自治体
- 柳井市
- 熊毛郡上関町

### 交差する道路

#### 本線
- 国道188号（柳井市南浜、起点）
- 山口県道152号伊保庄平生線（柳井市伊保庄）
- 山口県道23号光上関線（熊毛郡上関町室津、終点）

#### 伊保庄バイパス
- 山口県道152号伊保庄平生線（柳井市伊保庄）
- 山口県道152号伊保庄平生線（柳井市伊保庄）

### 重用区間

#### 伊保庄バイパス
- 山口県道152号伊保庄平生線（柳井市伊保庄）

## 沿線にある施設
- 柳井市民球場
- サザンセト伊保庄マリンパーク（黒島海水浴場）
- 伊保庄郵便局
- 国立柳井医療センター
- 阿月湯原海水浴場